# Isidor Isaac Rabi
Isidor Isaac Rabi   (Rymanów, 29 de juliol de 1898 - Manhattan, 11 de gener de 1988) fou un físic i professor universitari nord-americà d'origen austríac que fou guardonat l'any 1944 amb el Premi Nobel de Física.

## Biografia
Nasqué el 29 de juliol de 1898 a la ciutat de Rymanów, actual Polònia, però que en aquells moments formava part de l'Imperi Austrohongarès. Un any després els seus pares es van instal·lar a la ciutat de Nova York. L'any 1927 es va doctorar en física a la Universitat de Colúmbia amb un treball sobre les propietats magnètiques dels cristalls. El 1929 començà a treballar en aquesta universitat, en la qual començà a exercir com a professor de física el 1937.
Va morir l'11 de gener de 1988 a la ciutat de Nova York.

## Recerca científica
Al començament de la dècada de 1930 inicià els seus treballs en el camp de la Física Nuclear, en un projecte d'investigació dels efectes dels camps magnètics externs sobre els nuclis atòmics, desenvolupant el mètode de ressonància magnètica que permet l'estudi de les propietats magnètiques i de l'estructura interna de les molècules, els àtoms i els nuclis. A partir d'aquests estudis es van desenvolupar aplicacions com el làser, el màser, el rellotge atòmic o la ressonància magnètica utilitzada en els diagnòstics mèdics.
Des de 1940 al 1945 va treballar com a director associat del Laboratori de Radiació a l'Institut Tecnològic de Massachusetts (MIT) en el desenvolupament del radar. Finalitzat aquest període va retornar al Departament de Física de la Universitat de Colúmbia.
El 1944 va rebre el Premi Nobel de Física «pel descobriment del mètode de ressonància gràcies al que és possible verificar el registre de les propietats magnètiques dels àtoms».
Membre de la Comissió per a l'Energia Atòmica des de 1946 fins al 1956, també va ser un dels fundadors del Laboratori Brookhaven i del CERN.

## Galeria d'imatges

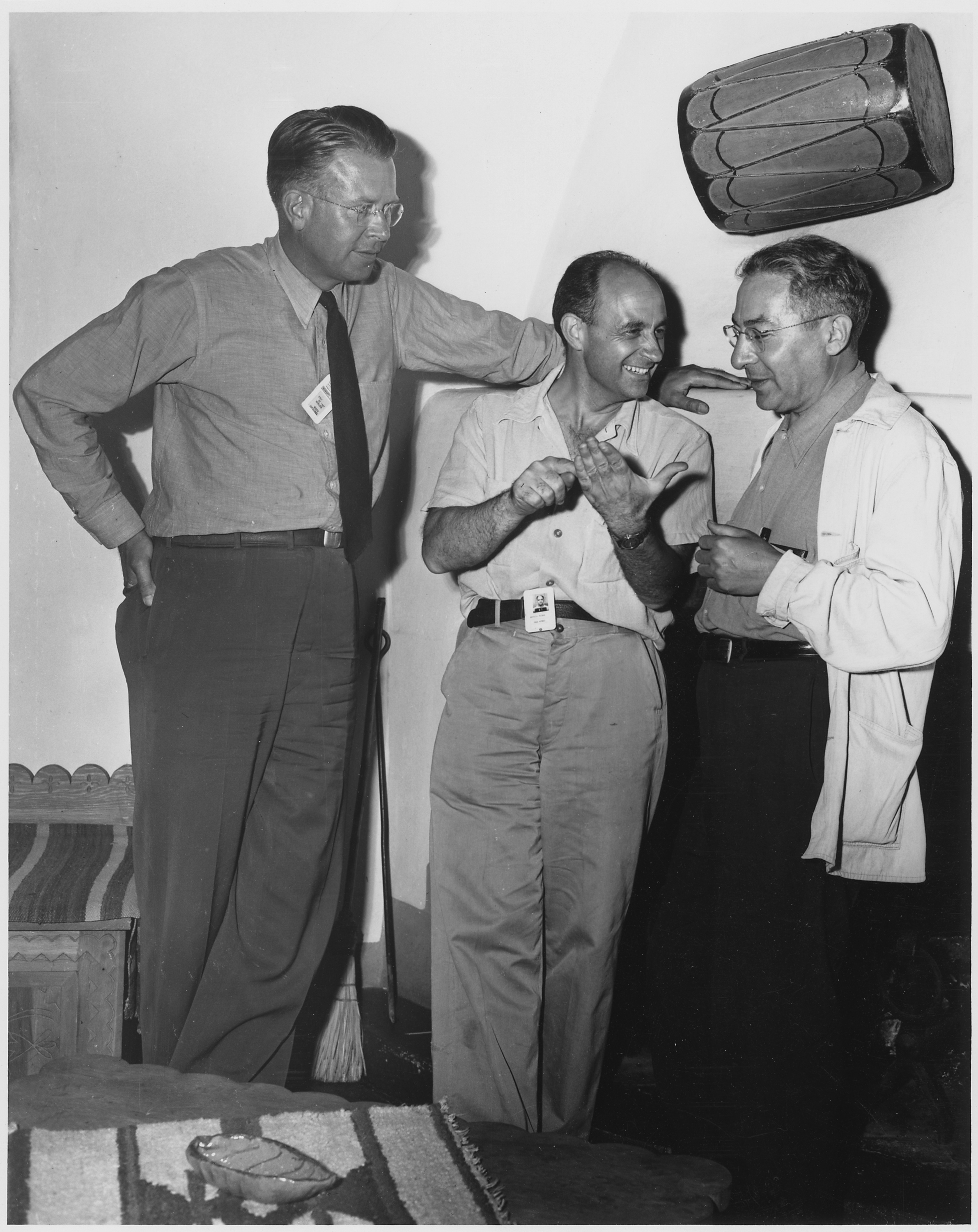
D'esquerra a dreta Ernest Lawrence, Enrico Fermi i Isidor Isaac Rabi